# Tour de Flandes 1983
El Tour de Flandes 1983, la 67.ª edición de esta clásica ciclista belga. Se disputó el 3 de abril de 1983. El vencedor final fue el holandés Jan Raas que se impuso en solitario, a un grupo encabezado por Ludo Peeters y Marc Sergeant.
Se inscribieron 188 corredores, de los cuales acabaron 38.

## Clasificación General
| Posición | Ciclista            | Equipo                               | Tiempo     |
| -------- | ------------------- | ------------------------------------ | ---------- |
| 1        | Jan Raas            | TI-Raleigh-Campagnolo                | 6h 37' 27" |
| 2        | Ludo Peeters        | TI-Raleigh-Campagnolo                | +1' 21"    |
| 3        | Marc Sergeant       | Europ Decor-Dries                    | m. t.      |
| 4        | Luc Colijn          | Fangio-Tonissteiner-O.m.trucks-Mavic | m. t.      |
| 5        | Guy Nulens          | Jacky Aernoudt-Rossin-Campagnolo     | m. t.      |
| 6        | Paul Haghedooren    | Euro Shop-Splendor                   | m. t.      |
| 7        | Michel Pollentier   | Safir-Van de Ven-Moser               | m. t.      |
| 8        | Johan van der Velde | TI-Raleigh-Campagnolo                | m. t.      |
| 9        | Phil Anderson       | Peugeot-Shell-Michelin               | +6' 22"    |
| 10       | Jan Bogaert         | Europ Decor-Dries                    | m. t.      |